# نیت پارکر
نیت پارکر (به انگلیسی: Nate Parker) (زاده ۱۸ نوامبر ۱۹۷۹) بازیگر آمریکایی است.
از فیلم‌های معروف او می‌توان به بازی در بدون توقف، هر چیز پنهانی، بهشت و آربیتراژ اشاره کرد.